# Raghupati Raghava Raja Ram
Raghupati Raghav Raja Ram és un popular bhajan (cançó devocional hindú). Era la preferida de Mohandas Gandhi i va ser cantada per ell i els seus seguidors durant la Marxa de la sal. La versió més coneguda fou musicada per Vishnu Digambar Paluskar (1872-1931).

## Lletra
Versió popularitzada per Vishnu Digambar Paluskar i Mohandas Gandhi:
Hindi
रघुपति राघव राजाराम,
पतित पावन सीताराम
सीताराम सीताराम,
भज प्यारे तू सीताराम
ईश्वर अल्लाह तेरो नाम,
सब को सन्मति दे भगवान
Transliteració (IAST):
raghupati rāghav rājārām,
patit pāvan sītārām
sītārām, sītārām,
bhaj pyāre tū sītārām
īśvar allāh tero nām,
sab ko sanmati de bhagavān
Traducció:
Protector dels Raghu, senyor Rama,
Purificadors dels caiguts, Sita i Rama,
Sita i Rama, Sita i Rama,
Estimat, prega a Sita i Rama,
Déu o Allah és el teu nom,
Beneeix tothom amb saviesa, senyor.